# 阿尔泰假狼毒
阿尔泰假狼毒（学名：Stelleropsis altaica），为瑞香科假狼毒属下的一个植物种。